# Лазерная эпиляция

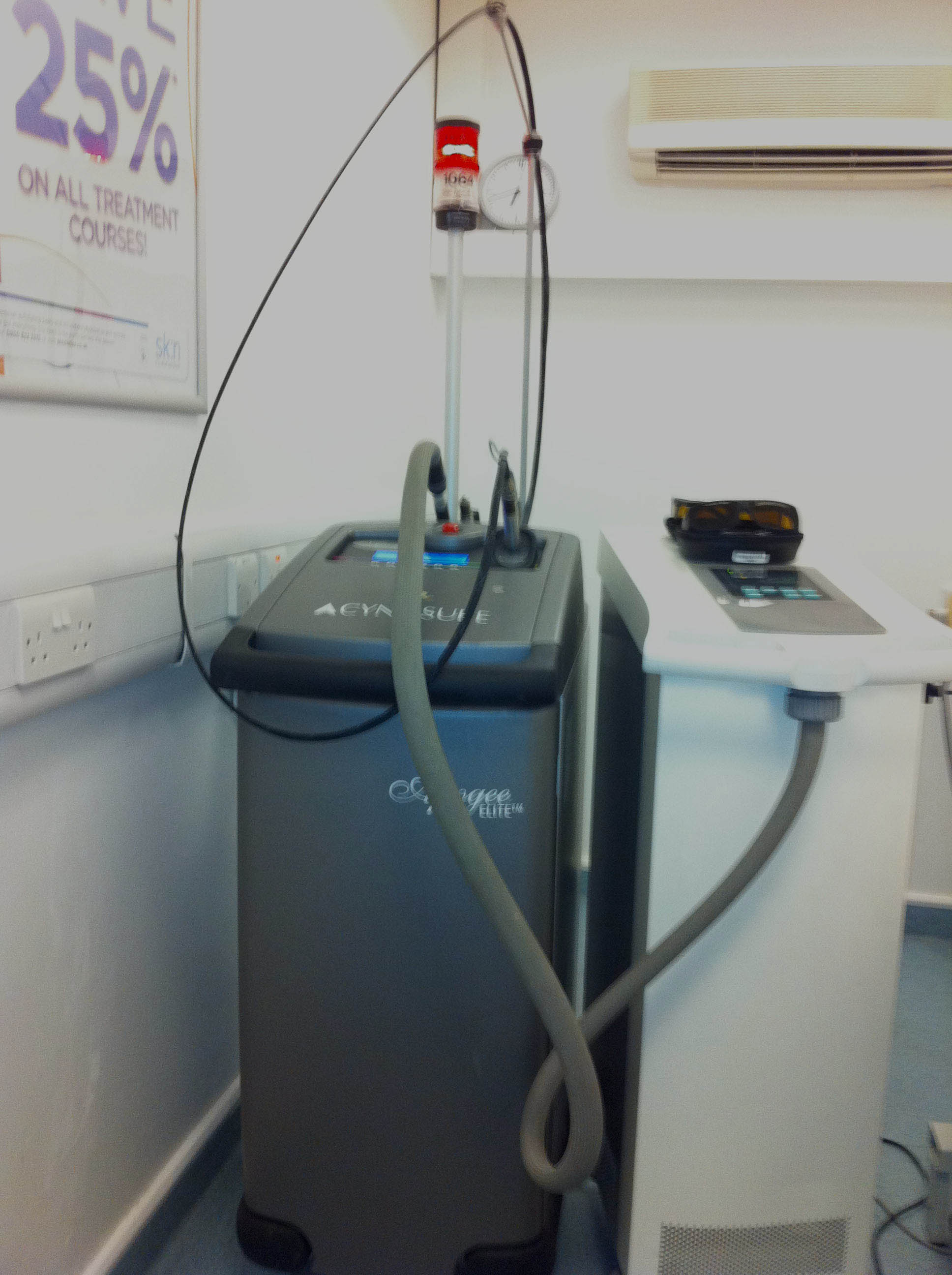
Аппарат для лазерной эпиляции

Лазерная эпиляция — процедура удаления волос с помощью воздействия импульсов лазерного излучения, разрушающие волосяной фолликул.
Лазерная эпиляция проводится курсом, в который входит серия процедур с паузами между ними, чтобы уничтожить «проснувшиеся» волосяные луковицы. После курса в течение нескольких лет волосы не растут — это зависит от индивидуальных особенностей организма.

## Описание
Лазерная эпиляция является относительно новой косметической процедурой, она осуществляется с использованием специального прибора с размещённым в нём лазером. В лазерной эпиляции используются световые волны диапазона 700—800 нм, которые хорошо поглощаются меланином (пигментом волоса, который сосредоточен в стержне и волосяном фолликуле), а клетки кожи такой свет практически не поглощают. В результате освещения мощным световым потоком, исходящим от лазера, меланин поглощает энергию света, нагревается и разрушает содержащие его и соседние клетки матрикса (ростковой зоны волоса), а также кровеносные и лимфатические сосуды, питающие волосяной фолликул, и, возможно, сальные железы волос. Спустя несколько недель стержень волоса с погибшим «корнем» выпадает.
Под воздействием лазера волосяной фолликул разрушается без последующего восстановления. После процедуры волос полностью высыпается через 10-14 дней. Результат виден сразу после первой процедуры. Это характеризуется тем, что волос выглядит как будто запаянный.
Для полного удаления волос процедуру эпиляции, не только лазерной, приходится периодически повторять. В норме около 80–90 % волосяных фолликул находится в спящем состоянии, и только 10—20 % находится в фазе активного роста. Для максимально полного удаления волос (90-100 %) необходима серия процедур эпиляции с интервалом не менее 2 недель в зависимости от обрабатываемой лазером зоны и индивидуальных особенностей организма, напрямую влияющих на темпы роста волос. Общее количество процедур — от 8 до 14. После курса лазерной эпиляции для поддержания достигнутого эффекта делается 2-4 поддерживающие процедуры в год. При этом новые волосы могут не появляться от двух до десяти лет в зависимости от индивидуальных особенностей организма.
Чтобы получить хороший результат, кожа должна быть светлой, а волосы темными — между ними должен быть высокий контраст, тогда клетки волосяной луковицы нагреются намного сильнее кожи и погибнут с большей вероятностью.
Основной недостаток лазерной эпиляции — она вызывает ожог кожи, при неправильно проведённой процедуре он может быть сильным. Второй серьёзный недостаток — после процедуры возможна местная пигментация кожи (пятна «загара»).

### Методы лазерной эпиляции
- Диодная лазерная эпиляция — эпиляция светодиодным лазером с длиной волны 810 нм. Она применяется для исправления гирсутизма (слишком жёсткие волосы) и гипертрихоза (избыточного роста волос). После процедур жёсткие волосы становятся мягкими и менее заметными, а мягкие исчезают.
- Эпиляция александритовым лазером с длиной волны 755 нм. Применяется для эпиляции светлых и рыжих волос, особенно у людей с чувствительной кожей. Помимо эпиляции, александритовый лазер применяется при удалении татуировок и очагов гиперпигментации.
- Эпиляция неодимовым лазером с длиной волны 1063 нм (эта длина волны входит в инфракрасный диапазон). Применяется для эпиляции тёмных волос на смуглой или загоревшей коже. Кроме того, неодимовый лазер используется при удалении купероза (сеточки капилляров), лечении угревой сыпи и коррекции шрамов.
- Эпиляция рубиновым лазером с длиной волны 694 нм. Применяется для эпиляции тёмных волос на светлой коже. Также используется при удалении пигментации и разноцветных татуировок.
- AFT — появился в 2013—2014 годах. Представляет собой синтез лазерной и фотоэпиляции. Уничтожает волосы разной толщины с разной плотностью пигмента. Это самый дорогостоящий вариант лазерной эпиляции. Основное приеимущество метода — он не повреждает кожу.
- QOOL — появился в 2013 году, разработан в России. От остальных методов лазерной эпиляции отличается тем, что практически не нагревает кожу и, соответственно, не обжигает её, поэтому этот метод получил название «холодный лазер». Стоимость QOOL-эпиляции ниже, чем у AFT, но выше других вариантов лазерной эпиляции[2].

## Подготовка к лазерной эпиляции
Несмотря на то, что лазерная эпиляция фактически относится к классу косметологических процедур, для её эффективного и безопасного проведения рекомендуется соблюдать следующие правила
- За несколько дней до процедуры необходимо сбрить волосы в зоне обработки лазером, чтобы исключить риск микро-ожогов. Так как именно волосок длиной 1-2 мм является проводником лазера к луковичке.
- В день процедуры (если область процедуры касается лицевой части головы) необходимо удалить с лица всю возможную косметику.

## Противопоказания
Абсолютные (лазерную эпиляцию делать нельзя или бесполезно): иммунные заболевания и онкологические заболевания, декомпенсированный сахарный диабет, индивидуальная непереносимость процедуры, светлые или седые волосы.
Чем темнее и толще волос, тем больше в нём содержится пигмента меланина, тем лучше он нагревается и тем эффективнее будет лазерная эпиляция.
Относительные: (процедуру можно делать только проконсультировавшись с врачом или после устранения противопоказания): острые и хронические заболевания кожи, свежий загар (до 14 дней), множественные родинки в местах воздействия лазером, варикозное расширение вен, склонность к образованию келоидных рубцов, простуда, грипп, ОРВИ в активной фазе, аллергия в стадии обострения, беременность, возраст до окончания полового созревания, наличие ожогов, ссадин, царапин на обрабатываемой поверхности кожи.

## Возможные побочные эффекты и осложнения
- Ожоги кожи (появляются в случае некачественного охлаждения кожи или некомпетентности специалиста).
- Рубцы.
- Фолликулит (развивается при склонности пациента к повышенному сало- и потоотделению, посещении бани или сауны в первые недели после эпиляции).
- Аллергические реакции (как правило при использовании анестезии).
- Обострение герпеса (возникает у пациентов с ослабленным иммунитетом).
- Конъюнктивит, светобоязнь, потеря зрения (при попадании лазерного луча на оболочку глаза при отказе от защитных очков или их неплотном прилегании).
- Гиперпигментация и гипопигментация.
- Активизация роста пушковых волос (лазерная вспышка недостаточно мощная для окончательного удаления тонких волос, но улучшает кровоснабжение ростковой зоны и стимулирует их рост).
- Светочувствительность кожи.
- Выгорание пигмента в волосе до абсолютно бесцветного состояния (волос не погибает, а седеет).
- Гематомы и пурпура (возникают при хрупких сосудах).

## Противопоказания для лазерной эпиляции
- Очень светлые или седые, а также рыжие волосы в зоне эпиляции — не будет эффекта удаления волос;
- Сахарный диабет (только инсулинозависимая форма);
- Острые формы герпеса в зоне эпиляции;
- Острые инфекционные заболевания;
- Беременность и период грудного вскармливания (аппараты для эпиляции не исследовались на беременных);
- Смуглая кожа (относится только к александритовым лазерам и не является противопоказанием для диодного);
- Свежий загар (необходимо воздерживаться от продолжительного попадания прямых солнечных лучей 2 недели до и после процедуры);
- Родинки с подозрением на злокачественное перерождение;
- Варикозное расширение вен;
- Трофические язвы;
- Склонность к образованию келоидных рубцов;
- Прием препаратов, повышающих чувствительность кожи к свету;
- Замедленное заживление тканей;
- Менструация;
- Татуировки;
- Хронические инфекции половых путей при обработке в зоне бикини.

## Преимущества лазерной эпиляции
- При лазерной эпиляции волос не нарушается целостность кожного покрова.
- Высокая результативность.
- Не остаётся рубцов и раздражения.
- Высокий комфорт процедуры.
- Относительная безопасность и безболезненность процедуры.